# Соленцов Олександр Олексійович
Олекса́ндр Олексі́йович Соленцо́в (6 листопада 1953, смт Вапнярка Томашпільського району Вінницької області) — український фотохудожник. Заслужений діяч мистецтв України (2009).

## Біографія
Олександр Соленцов займається фотографією з 1976 року. Член Національної спілки фотохудожників України (НСФХУ) з дня її створення 1989 року. Голова Хмельницької обласної організації НСФХУ.
Учасник багатьох національних і понад 50 міжнародних фотовиставок (Польща, Німеччина, Люксембург, Іспанія, Румунія, Велика Британія, Бельгія, Австрія, Пакистан, Португалія, Аргентина, Гонконг, Іран, Югославія, Хорватія, Франція, Данія).
4 вересня 2009 року за вагомий особистий внесок у розвиток культурно-мистецької спадщини України, високу професійну майстерність та активну участь у проведенні Фестивалю мистецтв України надано почесне звання «Заслужений діяч мистецтв України».
Мешкає в Хмельницькому. Працює провідним інженером в лабораторії обробки інформації Хмельницького національного університету.